# 馬尼克里克鎮區 (伊利諾伊州麥克萊恩縣)
馬尼克里克鎮區（英語：Money Creek Township）是位於美國伊利諾伊州麥克萊恩縣的一個行政鎮區。

## 地方資料
根據2010年美國人口普查的數據，馬尼克里克鎮區的面積為101.70平方千米，當中陸地面積為100.50平方千米，而水域面積為1.20平方千米。當地共有人口1087人，而人口密度為每平方千米10.69人。